# Three Moses
Three Moses var et dansk/britisk orkester med base i København. Fusion af irske ballader med meget hurtig rock. Spillede på Roskilde Festival i 1991 (om søndagen, klokken 13.30 på hvid scene).
Bandet nåede aldrig at blive rigtig kendt, men var dog aktiv koncertafholder på en række mindre spillesteder, f.eks. på Café Vestergade 42 i Århus. Bandet havde en meget aktiv fanklub som bestod af gymnasieelever fra Himmelev Gymnasium i Roskilde.
The Band:
- Craig Coward, Vocals 1988 → 1991
- Christian Mathiesen, Vocals 1991 → 1992
- Stuart Anderson, Main Songwriter, Vocals 1986 → 1988, 1992
- Mark Serridge, Guitar
- Gavin Irvine, Bass 1986 → 1988
- Garvin Wills, Bass 1988 → 1989
- Peter Bak, Bass 1989 → 1992
- Marius Mathiesen, Drums
- Johannes Steingrund, Sound Engineering
- Kerstin Löfvander, Management

Discography:
- 1990 Billy The Fish, Cassette. Produced by Anders Dohn, Jan Sneum, Three Moses and Johannes Steingrund
- 1991 Early Thorner Man, LP. 08-626115-20. Produced by Niels Hornehøj and Johannes Steingrund.